# 에우로비아
에우로비아 또는 에우리비아(Eurybia)는 바다의 신 폰토스와 땅의 여신 가이아의 사랑속에서 태어난 유일하게 사랑스러운 바다의 빛을 가지고 있는 바다를 의인화한 여신이다. 에우로비아는 다른 형제자매들과는 다르게 아름다운 날개를 가진 요정형의 여신이며 여자라고 무시하면 큰 코 다치는 여신이다. 아름답지만 그녀는 굉장히 강철같은 강함을 지니고 있었다고 한다. 남편은 마찬가지로 아버지 폰토스의 형제인 하늘의 신인 우라노스와 똑같은 어머니 가이아와의 사이에서 태어난 12 티탄족의 의붓남매인 크리오스와 혼인하여 유명한 자식을 여럿 생성한다. 어느 설에서는 그녀가 남편 크리오스와 함께 티타노마키아의 전쟁에서 패배하자 같이 나락인 타르타로스로 떨어졌다는 설이 제기되고 있지만 신빙성이 떨어진다.